# Hanau

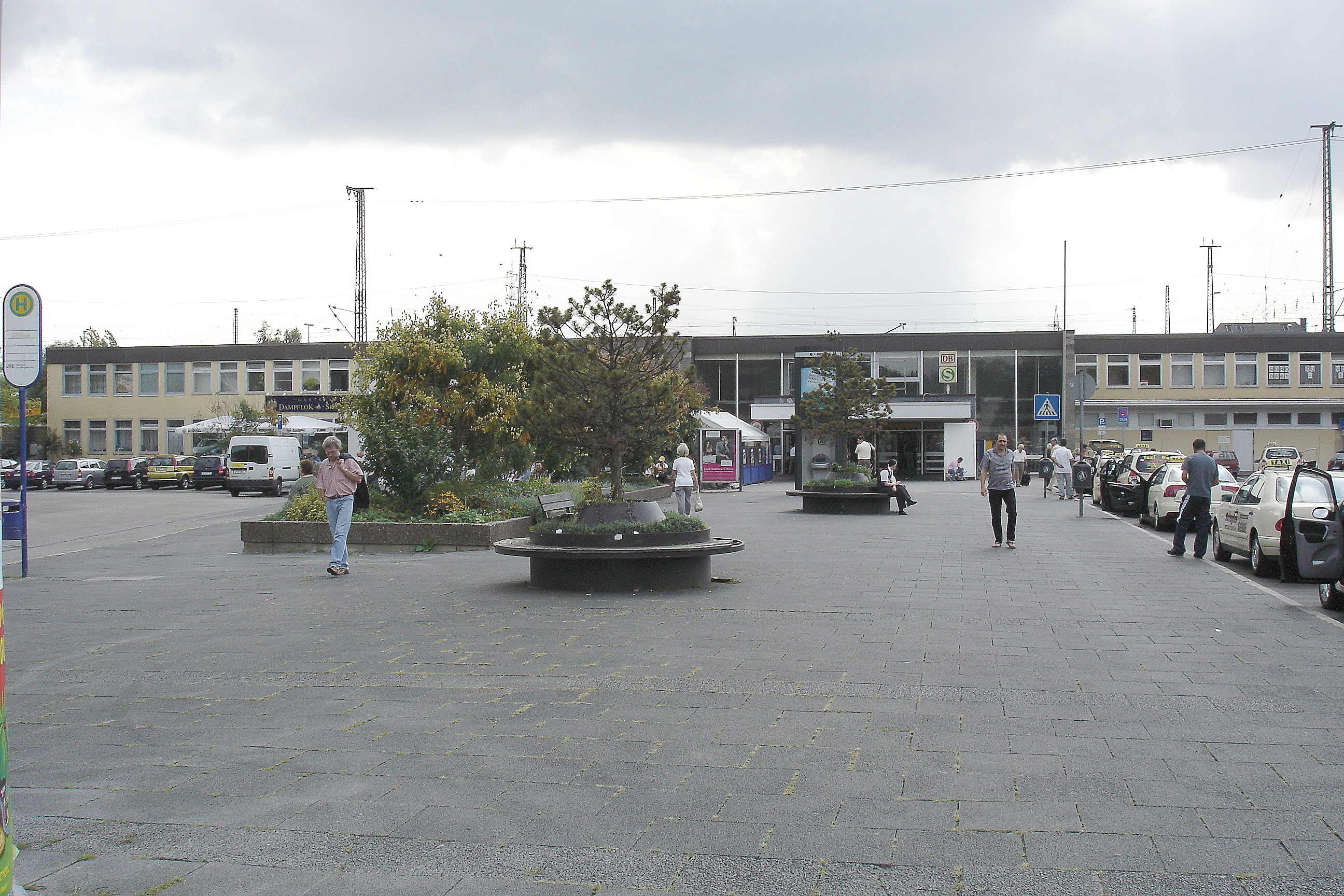
Estació central de Hanau

Hanau, ciutat dels Germans Grimm, forma part de Hessen (Alemanya). És un centre important i emplaçament d'empreses d'alta tecnologia. Hanau és la sisena ciutat més gran de Hessen. La ciutat està situada a l'est de Frankfurt am Main. Altres ciutats que limiten amb Hanau són Offenbach am Main i Aschaffenburg. El riu Main creua la ciutat. Hanau té unes bones infraestructures. Hi ha un port al riu, la xarxa de carreteres i carrers és molt bona. Hanau té una estació central amb connexió amb trens ràpids interurbans per a tota Alemanya. Es necessiten uns 25 minuts amb el suburbà (S-Bahn) a Frankfurt. Hi ha una comunicació directa amb una línia a l'aeroport del Frankfurt (Flughafen Frankfurt / Rhein-Main). L'autopista 3 (A3) de Colònia a Nüremberg passa per Hanau.

## Història

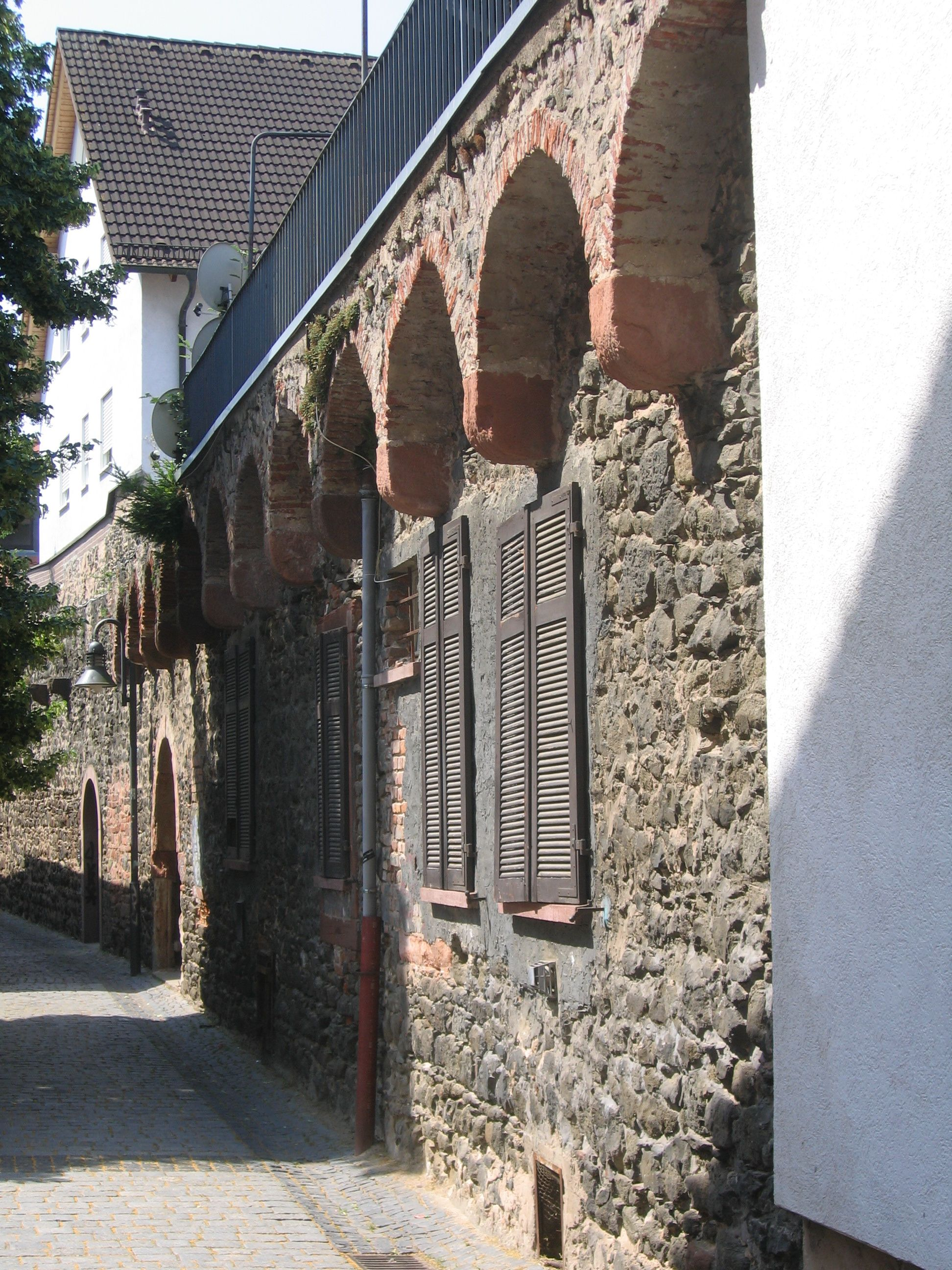
Restes de la primera fortificació de la ciutat (medieval).

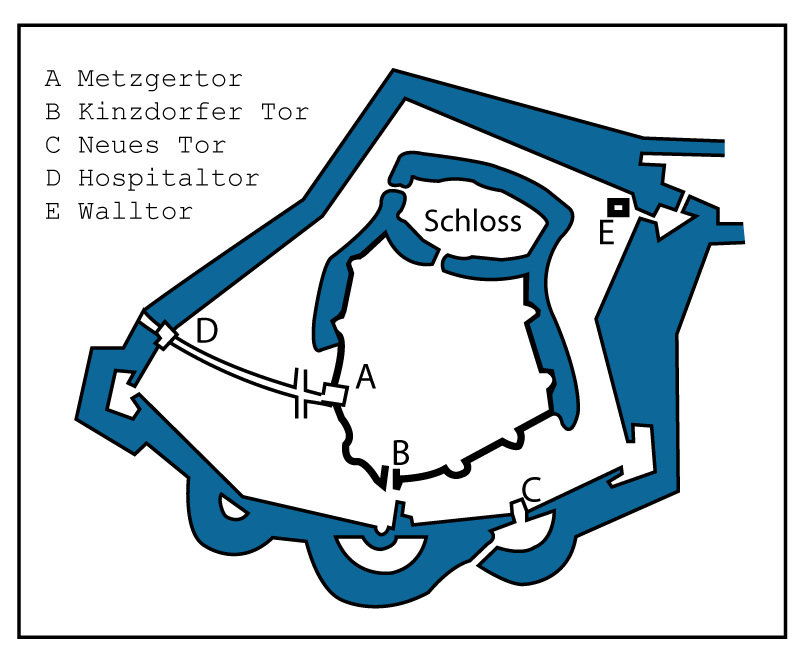
Hanau al voltant de 1550. Centre: ciutat medieval; Schloss=castell; A+B: portes de la muralla medieval de la ciutat; C+D: portes de la fortificació del segle XVI.

### Poble Vell
Com a lloc d'assentament, Hanau es va esmentar per primera vegada en 1143. Anteriorment era un castell que utilitzava les aigües del riu Kinzig com a defensa. El castell pertanyia a una família noble, que es feia dir "de Hanau" des del segle xiii. A partir d'aquest castell, es va desenvolupar un poble i es va convertir en una ciutat el 1303. Com a resultat d'aquesta història, l'església principal de Hanau es trobava fora dels seus murs al poble de Kinzdorf. Els vilatans es van mudar a la ciutat, Kinzdorf es va convertir en un llogarret abandonat deixant només l'església. Fins al segle xv no es va traslladar l'església parroquial de Hanau a l'església de Maria Magdalena dins dels murs de la ciutat.
Poc després de construir-se els primers murs de la ciutat a principis del segle xiv, la ciutat va superar aquest límit. Fora del mur, al llarg del camí a Frankfurt del Main, es va desenvolupar un assentament (el Vorstadt) que es va incloure en les fortificacions de Hanau només quan Hanau va tenir fortificacions completament noves en estil renaixentista durant la primera meitat del segle XVI. Aquestes noves fortificacions tanquen els tres elements: el castell medieval, la ciutat medieval de Hanau i el Vorstadt.

### Nou poble
A finals del segle xvi, el comte Felip Ludwig II va atreure als refugiats protestants dels Països Baixos i França per fundar el seu propi assentament al sud de Hanau. Això va ser de gran interès econòmic per a ell perquè aquests valons van portar comerç de classe alta, coneixements de joieria i altres produccions d'articles de luxe i, per tant, impostos pel seu comtat. Hanau també va tenir el primer taller per produir Faiança a Alemanya. A aquests nous ciutadans se'ls van concedir privilegis i van formar la seva pròpia comunitat, església i administració per a la "nova ciutat de Hanau" (Neustadt Hanau) completament separada de la comunitat existent. Va caldre més de 200 anys per fusionar-les. La nova ciutat, més gran que l'anterior, estava protegida per una fortificació llavors molt moderna d'estil barroc que va demostrar ser un gran actiu només uns anys més tard en la Guerra dels Trenta Anys. La ciutat va sobreviure a un setge el 1637 amb danys menors.
Els nous ciutadans van formar el major poder econòmic i polític dins del comtat de Hanau i el 1642 van tenir un paper principal en la successió del comte Frederic Casimir de Hanau-Lichtenberg al comtat de Hanau-Münzenberg, del que la ciutat de Hanau era la capital.
El 1736 va morir Joan Reinhard III de Hanau-Lichtenberg, l'últim dels comtes de Hanau. La part del seu comtat pertanyent al comtat de Hanau-Münzenberg, que incloïa a Hanau, va ser heretada pel Landgrave de Hesse-Kassel. A causa dels problemes dinàstics en d'aquesta família, el Comtat de Hesse-Hanau es va convertir en un estat separat del Landgraviate fins a 1786. Llavors Hanau va romandre com a capital altres 50 anys. Fins i tot després d'això es va convertir, després de Kassel, en la segona ciutat en importància de Hesse-Kassel.

### Segle XVII
Durant la Guerra dels Trenta Anys, Hanau va ser presa pels suecs el 1631. El 1636 va ser assetjada per les tropes imperials, però el 13 de juny va ser rellevat per Guillem V de Hessen-Kassel, per la qual cosa aquest dia encara és commemorat pels seus habitants.

### Segle XIX

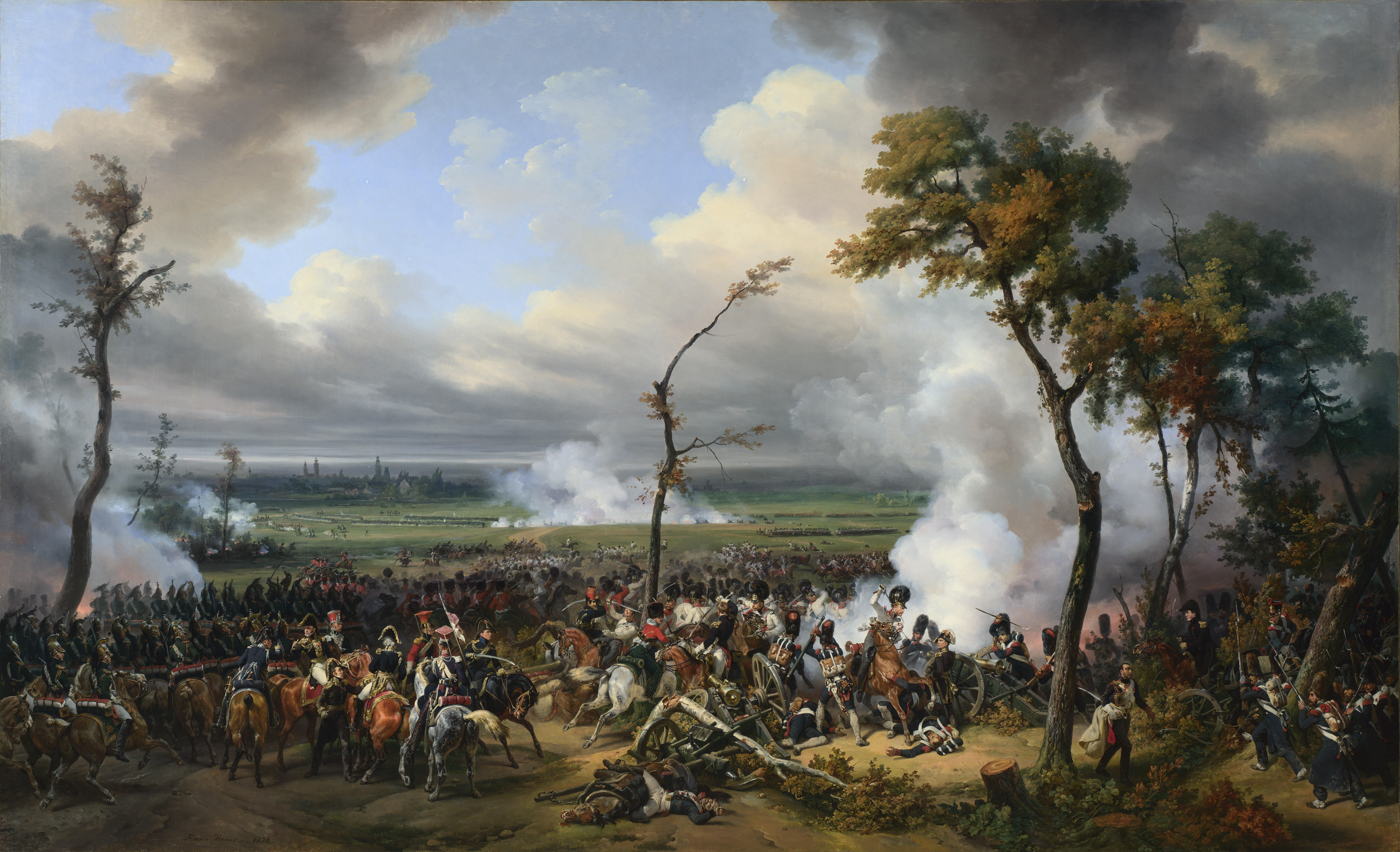
La batalla de Hanau (1813) de Horace Vernet.

Durant les Guerres Napoleòniques, el mateix Emperador va ordenar que es destruïssin les fortificacions de Hanau. Això va obrir una oportunitat perquè ambdues parts de la ciutat s'expandissin a través dels seus límits tradicionals. El 1813, la Batalla de Hanau va tenir lloc prop de la ciutat entre les tropes franceses i les forces austro-bavareses. Durant la dècada de 1820, les administracions d'ambdues ciutats de Hanau es van fusionar. El primer batlle comú, que es va convertir en Lord Major (Oberbürgermeister) va ser Bernhard Eberhard, que després es va convertir en primer ministre i ministre de l'interior de l'Electorat de Hesse després de la Revolució de 1848.
Amb els seus tallers preindustrials, Hanau es va convertir en el nucli de la gran industrialització durant el segle xix: des de dins de la ciutat (per exemple: Heraeus) i des de fora (per exemple, Degussa, Dunlop). Això va ser reforçat amb un important nus ferroviari de sis línies ferroviàries, la majoria d'elles principals:
- 1848: Línia Ferroviària de Frankfurt–Hanau.
- 1854: Línia Ferroviària Main–Spessart.
- 1867: Línia Ferroviària de Frankfurt–Bebra, direcció est.
- 1873: Línia Ferroviària de Frankfurt–Bebra, direcció oest.
- 1879/1881: Línia Ferroviària de Friedberg–Hanau.
- 1882: Línia Ferroviària de Odenwald (Hesse).

Al segle xix, Hanau va ser un centre del moviment democràtic alemany i va contribuir significativament tant el 1830 com en la Revolució de 1848. Com a part d'aquest moviment, la Lliga de Gimnàstica Alemanya (Deutscher Turnerbund) es va fundar aquí el 1848. Hanau finalment es va annexar a Prússia com tot Hessen-Kassel el 1866 després que el seu príncep elector es posés del costat austríac en la Guerra Austroprussiana. Va ser part de Prússia fins a 1945.

### Segle XX
Durant la Segona Guerra Mundial, la població jueva va ser perseguida i els últims jueus van ser deportats al maig de 1942.
Hanau va ser destruït en la seva major part pels atacs aeris britànics al març de 1945, uns dies abans que fos pres per l'exèrcit dels Estats Units. Al voltant del 87 % de la ciutat va ser destruïda. Dels 15.000 habitants que quedaven a la ciutat en aquell moment, 2.500 van morir en l'atac.
La ciutat albergava una de les guarnicions més grans de l'exèrcit dels Estats Units a Europa. En ser una ubicació estratègica important en l'anomenat Fulda Gap, la comunitat militar tenia 45.000 membres militars, civils nord-americans i familiars en el seu apogeu durant la Guerra Freda. Les àmplies instal·lacions dels Estats Units incloïen l'aeròdrom de l'exèrcit de Hanau, també conegut com Fliegerhorst Langendiebach. La guarnició es va tancar l'abril de 2018. Mentrestant, la majoria de les antigues àrees militars s'han convertit a un ús civil.

### Segle XXI
El 2010, Hanau va començar un gran projecte de construcció per redissenyar completament el centre de la ciutat. Aquestes són les obres de construcció més grans a la ciutat des de la reconstrucció després de la Segona Guerra Mundial.
El 19 de febrer de 2020, onze persones, inclòs l'autor del crim, van ser assassinades en un tiroteig en dos bars shisha i en un pis de la ciutat. L'autor, Tobias Rathjen, va obrir foc al Midnight Bar i Arena Bar al centre de Hanau i Mühlheim am Main. Tobias després va conduir a fins a casa seva, on va assassinar la seva mare i es va suïcidar. Es creu que el tiroteig va ser motivat per un sentiment xenòfob i racista.

## Fills il·lustres
- Germans Grimm, autors de contes
- Paul Hindemith, compositor

## Agermanaments
- Dartford, Regne Unit
- Tottori, Japó
- Jaroslawl, Rússia
- Conflans-Sainte-Honorine, França
- Francheville, França
- Doorn, Països Baixos